# Octorathkea
Octorathkea is een geslacht van neteldieren uit de familie van de Australomedusidae.

## Soort
- Octorathkea onoi Uchida, 1927